# Alejandro Kruchowski
Alejandro Matías Kruchowski (Buenos Aires, Argentina, 20 de enero de 1983) es un exfutbolista argentino.

## Trayectoria
Realizó casi todas las divisiones inferiores en River Plate, club en el que disputó sus primeros encuentros de su carrera profesional. En 2004 fue traspasado al Querétaro mexicano. En 2005 regresó a la Argentina para jugar con Atlanta en la Primera B, tercera categoría del fútbol argentino. Tras dos años en el bohemio se unió a Sol de América de Paraguay. La temporada 2008/09 la jugó en Santiago Morning de Chile. En 2010 jugó en Astra Ploiești de Rumania. En el año 2010 volvió al fútbol chileno para jugar en Cobreloa. Tras varios años jugando en el exterior volvió a la Argentina para desempeñarse en Aldosivi en 2011, año en el cual inició su tercera etapa en Chile jugando en Curicó Unido, y en 2012 llegó a Estudiantes de Buenos Aires, club en el que estuvo hasta fines de 2015. En 2016 pasó a Argentino de Merlo.

## Clubes
| Club             | País      | Año       |
| ---------------- | --------- | --------- |
| River Plate      | Argentina | 2002-2003 |
| Querétaro        | México    | 2004      |
| Atlanta          | Argentina | 2005      |
| Sol de América   | Paraguay  | 2007      |
| Santiago Morning | Chile     | 2008-2009 |
| Astra Ploiești   | Rumania   | 2010      |
| Cobreloa         | Chile     | 2010      |
| Aldosivi         | Argentina | 2011      |
| Curicó Unido     | Chile     | 2011      |
| Estudiantes (BA) | Argentina | 2012-2015 |
| Argentino (M)    | Argentina | 2016-2019 |
| Midland          | Argentina | 2019-2020 |